# Aspergillus cinnamomeus
Aspergillus cinnamomeus är en svampart som beskrevs av Schiman-Czeika. Aspergillus cinnamomeus ingår i släktet Aspergillus och familjen Trichocomaceae.   Inga underarter finns listade i Catalogue of Life.